# 500 Women Scientists
500 Women Scientists es un grupo sin fines de lucro dedicado a hacer que la ciencia sea abierta, inclusiva y accesible. Para lograr esta misión, trabajan para aumentar la alfabetización científica a través del compromiso público, abogan por la ciencia y la equidad, y brindan a las mujeres que se identifican a sí mismas las herramientas y el apoyo que necesitan para alcanzar su máximo potencial. Comenzó con una carta abierta en noviembre de 2016 y fue reconocida oficialmente como una organización 501(c)(3) en mayo de 2018.

## Historia
500 Women Scientists se lanzó con una carta abierta firmada por 500 mujeres científicas después de las elecciones presidenciales de 2016 en Estados Unidos. La carta se comprometía a hablar no solo contra las políticas que van en contra de la evidencia científica, sino también contra la desigualdad, el sexismo, la xenofobia y otras formas de discriminación contra las comunidades marginadas. En dos meses, el compromiso recibió más de quince mil firmas de mujeres y aliados en 109 países.
En conjunto con la Marcha de las Mujeres  de 2017, las científicas y simpatizantes que firmaron el compromiso se organizaron en grupos para marchar juntas. Las marchas locales se convirtieron en la base para la formación de capítulos locales, o "Pods", donde las científicas locales se reúnen con regularidad. Los pods funcionan como un sistema de apoyo y un vehículo para enfocarse y organizarse en torno a temas que resuenan en sus propias comunidades, de acuerdo con la misión y los valores centrales de 500 mujeres científicas.

## Programas e iniciativas

### Solicita una Científica
Para aumentar la representación de las mujeres en los paneles de conferencias y en las historias de periodismo científico de alto perfil, 500 Women Scientists lanzaron la base de datos Request a Woman Scientist, para personas que se identifican a sí mismas como mujeres con experiencia en los campos STEMM (ciencia, tecnología, ingeniería, matemáticas y medicina). La base de datos contiene actualmente más de 6.000 mujeres en 104 países.

### Historias Madres Científicas
500 Women Scientists lanzaron la campaña Sci Mom Journey para compartir las historias de figuras parentales en la ciencia, específicamente las madres, que enfrentan desafíos institucionales cuando se trata de temas como salas de lactancia accesibles y permisos parentales.

### Beca para el Futuro
En el 2019, 500 mujeres científicas lanzaron el programa Fellowship for the Future para reconocer y apoyar a las mujeres de color que lideran iniciativas en la comunidad STEMM que trabajan para promover la equidad, la inclusión y la accesibilidad en STEMM de acuerdo con la misión de la organización.

### Comunicación con el público
500 Women Scientists a menudo utiliza la escritura científica como un medio para comunicar su experiencia y valores al público en general, con artículos presentados en medios como Science, Scientific American y The Seattle Times. El equipo de liderazgo global ha escrito una serie de artículos de opinión sobre temas tan variados como pedir la formulación de políticas basadas en la evidencia en la Agencia de Protección Ambiental, recomendar reformas de políticas para combatir el acoso sexual en el mundo académico y alentar a los editores de revistas a pensar detenidamente en fomentar la equidad. e inclusión en sus páginas editoriales. Los Pods locales también han escrito sobre problemas que enfrentan sus propias comunidades, que van desde el efecto del muro fronterizo del presidente Trump en la vida silvestre de California hasta la necesidad de dejar la quema de carbón en Puget Sound.